# Diamond League/Weitsprung der Frauen

Logo

Diese Liste befasst sich mit dem Weitsprung der Frauen im Rahmen der seit 2010 ausgetragenen Diamond League. Die Serbin Ivana Španović (2016, 2017, 2021) konnte dreimal das Diamond Race für sich entscheiden und die US-Amerikanerinnen Brittney Reese (2010, 2011) und Tianna Bartoletta (2014, 2015) jeweils zweimal.

## Liste der Platzierten
| Jahr | Meeting           | Gewinner                | 2. Platz                      | 3. Platz                      |
| ---- | ----------------- | ----------------------- | ----------------------------- | ----------------------------- |
| 2010 | Oslo              | Olga Kutscherenko       | Naide Gomes                   | Darja Klischina               |
| 2010 | New York City     | Brianna Glenn           | Ruky Abdulai                  | Funmi Jimoh                   |
| 2010 | Lausanne          | Brittney Reese          | Naide Gomes                   | Tatjana Kotowa                |
| 2010 | Paris             | Brittney Reese          | Naide Gomes                   | Yargelis Savigne              |
| 2010 | Stockholm         | Darja Klischina         | Brittney Reese                | Naide Gomes                   |
| 2010 | London            | Darja Klischina         | Ljudmila Koltschanowa         | Hyleas Fountain               |
| 2010 | Zürich (Finale)   | Brittney Reese          | Ljudmila Koltschanowa         | Irene Pusterla                |
| 2010 | Diamond Race      | Brittney Reese          | Darja Klischina               | Naide Gomes                   |
| 2011 | Doha              | Funmi Jimoh             | Maurren Higa Maggi            | Anna Nasarowa-Kljaschtornaja  |
| 2011 | Rom               | Brittney Reese          | Funmi Jimoh                   | Éloyse Lesueur                |
| 2011 | New York City     | Funmi Jimoh             | Janay DeLoach                 | Brittney Reese                |
| 2011 | Lausanne          | Brittney Reese          | Darja Klischina               | Shara Proctor                 |
| 2011 | Birmingham        | Janay DeLoach           | Brittney Reese                | Darja Klischina               |
| 2011 | Monaco            | Brittney Reese          | Darja Klischina               | Éloyse Lesueur                |
| 2011 | Zürich (Finale)   | Brittney Reese          | Nastassja Mirontschyk-Iwanowa | Ineta Radēviča                |
| 2011 | Diamond Race      | Brittney Reese          | Funmi Jimoh                   | Janay DeLoach                 |
| 2012 | Shanghai          | Janay DeLoach           | Blessing Okagbare             | Funmi Jimoh                   |
| 2012 | Eugene            | Shara Proctor           | Éloyse Lesueur                | Jelena Sokolowa               |
| 2012 | Oslo              | Olga Kutscherenko       | Jelena Sokolowa               | Janay DeLoach                 |
| 2012 | Paris             | Jelena Sokolowa         | Shara Proctor                 | Éloyse Lesueur                |
| 2012 | Stockholm         | Jelena Sokolowa         | Janay DeLoach                 | Shara Proctor                 |
| 2012 | Lausanne          | Jelena Sokolowa         | Blessing Okagbare             | Janay DeLoach                 |
| 2012 | Zürich (Finale)   | Jelena Sokolowa         | Blessing Okagbare             | Shara Proctor                 |
| 2012 | Diamond Race      | Jelena Sokolowa         | Shara Proctor                 | Janay DeLoach                 |
| 2013 | Doha              | Brittney Reese          | Blessing Okagbare             | Janay DeLoach                 |
| 2013 | New York City     | Janay DeLoach           | Shara Proctor                 | Éloyse Lesueur                |
| 2013 | Rom               | Brittney Reese          | Janay DeLoach                 | Shara Proctor                 |
| 2013 | Oslo              | Shara Proctor           | Éloyse Lesueur                | Jelena Sokolowa               |
| 2013 | Lausanne          | Blessing Okagbare       | Brittney Reese                | Shara Proctor                 |
| 2013 | Monaco            | Blessing Okagbare       | Darja Klischina               | Shara Proctor                 |
| 2013 | Zürich (Finale)   | Shara Proctor           | Blessing Okagbare             | Ivana Španović                |
| 2013 | Diamond Race      | Shara Proctor           | Blessing Okagbare             | Brittney Reese                |
| 2014 | Shanghai          | Blessing Okagbare       | Ivana Španović                | Sosthene Moguenara            |
| 2014 | Eugene            | Ivana Španović          | Darja Klischina               | Éloyse Lesueur                |
| 2014 | Oslo              | Tianna Bartoletta       | Shara Proctor                 | Funmi Jimoh                   |
| 2014 | Paris             | Éloyse Lesueur          | Brittney Reese                | Ivana Španović                |
| 2014 | Glasgow           | Tianna Bartoletta       | Katarina Johnson-Thompson     | Shara Proctor                 |
| 2014 | Stockholm         | Tianna Bartoletta       | Éloyse Lesueur                | Ivana Španović                |
| 2014 | Zürich (Finale)   | Ivana Španović          | Tianna Bartoletta             | Brittney Reese                |
| 2014 | Diamond Race      | Tianna Bartoletta       | Ivana Španović                | Éloyse Lesueur                |
| 2015 | Doha              | Tianna Bartoletta       | Shara Proctor                 | Christabel Nettey             |
| 2015 | Eugene            | Tianna Bartoletta       | Christabel Nettey             | Lorraine Ugen                 |
| 2015 | Rom               | Darja Klischina         | Shara Proctor                 | Sosthene Moguenara            |
| 2015 | New York City     | Christabel Nettey       | Tianna Bartoletta             | Shara Proctor                 |
| 2015 | Lausanne          | Tianna Bartoletta       | Shara Proctor                 | Christabel Nettey             |
| 2015 | Monaco            | Ivana Španović          | Tianna Bartoletta             | Lorraine Ugen                 |
| 2015 | Zürich (Finale)   | Ivana Španović          | Tianna Bartoletta             | Shara Proctor                 |
| 2015 | Diamond Race      | Tianna Bartoletta       | Ivana Španović                | Shara Proctor                 |
| 2016 | Shanghai          | Ivana Španović          | Christabel Nettey             | Tianna Bartoletta             |
| 2016 | Eugene            | Brittney Reese          | Ivana Španović                | Lorraine Ugen                 |
| 2016 | Oslo              | Ivana Španović          | Christabel Nettey             | Shara Proctor                 |
| 2016 | Stockholm         | Ivana Španović          | Brittney Reese                | Tianna Bartoletta             |
| 2016 | Lausanne          | Ivana Španović          | Lorraine Ugen                 | Darja Klischina               |
| 2016 | Paris             | Ivana Španović          | Lorraine Ugen                 | Ksenija Balta                 |
| 2016 | Zürich (Finale)   | Brittney Reese          | Ivana Španović                | Darja Klischina               |
| 2016 | Diamond Race      | Ivana Španović          | Brittney Reese                | Lorraine Ugen                 |
| 2017 | Eugene            | Brittney Reese          | Tianna Bartoletta             | Lorraine Ugen                 |
| 2017 | Oslo              | Tianna Bartoletta       | Darja Klischina               | Claudia Salman-Rath           |
| 2017 | Lausanne          | Ivana Španović          | Sha'Keela Saunders            | Tianna Bartoletta             |
| 2017 | London            | Tianna Bartoletta       | Ivana Španović                | Brooke Stratton               |
| 2017 | Brüssel ( Finale) | Ivana Španović          | Lorraine Ugen                 | Sha'Keela Saunders            |
| 2018 | Stockholm         | Lorraine Ugen           | Malaika Mihambo               | Christabel Nettey             |
| 2018 | Lausanne          | Malaika Mihambo         | Ivana Španović                | Caterine Ibargüen             |
| 2018 | London            | Shara Proctor           | Lorraine Ugen                 | Brooke Stratton               |
| 2018 | Birmingham        | Malaika Mihambo         | Caterine Ibargüen             | Shara Proctor                 |
| 2018 | Brüssel ( Finale) | Caterine Ibargüen       | Shara Proctor                 | Sha'Keela Saunders            |
| 2019 | Doha              | Caterine Ibargüen       | Maryna Bech-Romantschuk       | Brooke Stratton               |
| 2019 | Rom               | Malaika Mihambo         | Caterine Ibargüen             | Brittney Reese                |
| 2019 | London            | Malaika Mihambo         | Brittney Reese                | Maryna Bech-Romantschuk       |
| 2019 | Birmingham        | Nafissatou Thiam        | Ivana Španović                | Katarina Johnson-Thompson     |
| 2019 | Brüssel ( Finale) | Malaika Mihambo         | Brittney Reese                | Katarina Johnson-Thompson     |
| 2021 | Florenz           | Ivana Španović          | Malaika Mihambo               | Maryna Bech-Romantschuk       |
| 2021 | Oslo              | Malaika Mihambo         | Ivana Španović                | Nastassja Mirontschyk-Iwanowa |
| 2021 | Stockholm         | Ivana Španović          | Malaika Mihambo               | Maryna Bech-Romantschuk       |
| 2021 | Gateshead         | Maryna Bech-Romantschuk | Malaika Mihambo               | Fátima Diame                  |
| 2021 | Lausanne          | Ivana Španović          | Khaddi Sagnia                 | Jazmin Sawyers                |
| 2021 | Zürich ( Finale)  | Ivana Španović          | Khaddi Sagnia                 | Maryna Bech-Romantschuk       |

## Nationenwertung
| Platz | Nation                      | Gold | Silber | Bronze | Gesamt |
| ----- | --------------------------- | ---- | ------ | ------ | ------ |
| 1.    | Vereinigte Staaten          | 26   | 17     | 15     | 58     |
| 2.    | Serbien                     | 15   | 7      | 3      | 25     |
| 3.    | Russland                    | 9    | 7      | 6      | 22     |
| 4.    | Deutschland                 | 6    | 4      | 3      | 13     |
| 5.    | Vereinigtes Königreich      | 5    | 12     | 18     | 35     |
| 6.    | Nigeria                     | 3    | 5      | 0      | 8      |
| 7.    | Kolumbien                   | 2    | 2      | 1      | 5      |
| 8.    | Kanada                      | 1    | 4      | 3      | 8      |
| 9.    | Frankreich                  | 1    | 3      | 5      | 9      |
| 10.   | Ukraine                     | 1    | 1      | 4      | 6      |
| 11.   | Belgien                     | 1    | 0      | 0      | 1      |
| 12.   | Portugal                    | 0    | 3      | 1      | 4      |
| 13.   | Schweden                    | 0    | 2      | 0      | 2      |
| 14.   | Authorised Neutral Athletes | 0    | 1      | 2      | 3      |
| 15.   | Brasilien                   | 0    | 1      | 0      | 1      |
| 16.   | Belarus                     | 0    | 1      | 1      | 2      |
| 17.   | Australien                  | 0    | 0      | 3      | 3      |
| 18.   | Estland                     | 0    | 0      | 1      | 1      |
| 18.   | Kuba                        | 0    | 0      | 1      | 1      |
| 18.   | Lettland                    | 0    | 0      | 1      | 1      |
| 18.   | Schweiz                     | 0    | 0      | 1      | 1      |
| 18.   | Spanien                     | 0    | 0      | 1      | 1      |

| Platz | Nation                 | Gold | Silber | Bronze | Gesamt |
| ----- | ---------------------- | ---- | ------ | ------ | ------ |
| 1.    | Vereinigte Staaten     | 4    | 3      | 5      | 12     |
| 2.    | Serbien                | 3    | 2      | 0      | 5      |
| 3.    | Vereinigtes Königreich | 1    | 3      | 3      | 7      |
| 4.    | Russland               | 1    | 1      | 0      | 2      |
| 5.    | Deutschland            | 1    | 0      | 0      | 1      |
| 5.    | Kolumbien              | 1    | 0      | 0      | 1      |
| 7.    | Nigeria                | 0    | 1      | 0      | 1      |
| 7.    | Schweden               | 0    | 1      | 0      | 1      |
| 8.    | Frankreich             | 0    | 0      | 1      | 1      |
| 8.    | Portugal               | 0    | 0      | 1      | 1      |
| 8.    | Ukraine                | 0    | 0      | 1      | 1      |